# Tænkte på Cossack Golota
Tænkte på Cossack Golota (russisk: Дума про казака Голоту) er en sovjetisk film fra 1937 af Igor Savtjenko.

## Medvirkende
- Konstantin Nassonov
- Leonid Sjekhtman som Zjigan
- Konstantin Tyrtov as Sasjko
- Nina Rusinova
- Nikolaj Sokolov